# Santa Fe de Yapacaní
Santa Fe de Yapacaní es una pequeña localidad de Bolivia, la más grande del municipio de San Carlos en la  provincia Ichilo del Departamento de Santa Cruz. Dista 120 km al noroeste de la ciudad de Santa Cruz de la Sierra, la capital departamental.
Por el pueblo pasa la carretera Ruta 4 que conecta las ciudades de Santa Cruz de la Sierra con Cochabamba hacia el oeste.

## Demografía
| Año  | Habitantes | Fuente     |
| ---- | ---------- | ---------- |
| 1992 | 4 029      | Censo 1992 |
| 2001 | 5 880      | Censo 2001 |
| 2012 | 8 454      | Censo 2012 |

## Transporte
Al sureste de Santa Fe de Yapacaní a una distancia de 120 km por carretera se encuentra Santa Cruz de la Sierra, la capital del departamento.
Santa Fe de Yapacaní se ubica sobre la ruta troncal Ruta 4 de 1.657 kilómetros, que cruza todo el país desde Tambo Quemado en la frontera con Chile en dirección este-oeste y llega hasta Puerto Suárez en la frontera con Brasil. Conduce a través de Cochabamba y Villa Tunari hasta Santa Fe de Yapacani y luego a través de Santa Cruz y Roboré a Puerto Suárez.